# Скафати
Скафати (итал. Scafati) — город в Италии, располагается в регионе Кампания, в провинции Салерно.
Население составляет 50 525 человек (на 2004 г.), плотность населения составляет 2382 чел./км². Занимает площадь 19 км². Почтовый индекс — 84018. Телефонный код — 081.
Покровителями города почитаются Пресвятая Богородица (santa Maria delle Vergini - всюду на территории коммуны; Santissima Vergine del Suffragio — в Marra), празднование с 24 по 26 июля, святой апостол Пётр и святой Викентий. Праздник ежегодно празднуется 16 июля и в четвёртое воскресение июля.